# Епинас (Горњи Алпи)
Епинас (фр. Espinasses) насеље је и општина у Француској у региону Прованса-Алпи-Азурна обала, у департману Горњи Алпи која припада префектури Гап.
По подацима из 2011. године у општини је живело 685 становника, а густина насељености је износила 49,42 становника/km². Општина се простире на површини од 13,86 km². Налази се на средњој надморској висини од 652 метара (максималној 1.730 m, а минималној 637 m).

## Демографија
| 1962. | 1968. | 1975. | 1982. | 1990. | 1999. | 2011. |
| ----- | ----- | ----- | ----- | ----- | ----- | ----- |
| 222   | 506   | 533   | 565   | 505   | 587   | 685   |

График промене броја становника у току последњих година